# Mykhaïl Semenko
Mykhaïl Semenko (en ukrainien : Михайль Семенко), né en 1892 et mort en 1937, est un poète ukrainien.
Il est père fondateur du futurisme ukrainien, ou panfuturisme.